# Tchernomorets (ville)
Pour les articles homonymes, voir Tchernomorets.
Tchernomorets ou Tchernomorec (en bulgare, Черноморец) est une petite ville de l'est de la Bulgarie.

## Géographie
La ville de Tchernomorets est située au bord de la mer Noire, dans la partie méridionale du littoral bulgare, à 24 km au sud-est de Bourgas. Elle est située au bord du Golfe Sveti Nikola (Saint-Nicolas), qui est à la limite sud-est du golfe de Bourgas. Du côté terrestres, la ville est entourée de petites collines qui constituent les limites nord-est du massif de la Strandja.
La ville fait partie de la commune de Sozopol.

## Histoire
Des traces de présence humaine ont été découvertes sur la petite presqu'île de Chrisosotira (du grec Christ-Sauveur), appelée Presqu'île Le monastère par les habitants de la ville. Lors de travaux agricoles et de construction, des objets (bijoux, pièces de monnaie) en bronze, argent et or datant de diverses époques.
Des traces de monastères et prieurés byzantins ont été découvertes à divers endroits le long du rivage : aux lieux-dits Monastirité (Les monastères), Dardanité et dans le golfe Sveti Nikola. Les fonderies et les ateliers de fabrication de pièces de monnaie de l'antique Apollonia (actuelle Sozopol se trouvaient au lieu-dit Kouroutchéshma.
Le village Sveti Nikola (Saint-Nicolas) naît en 1728, à 3-4 km au sud-ouest de l'emplacement actuel de la ville, à l'endroit appelé, de nos jours, Dimitriurt. Les premiers habitants sont venus d'Atiya, Otmanliy et Tchéngéné skélya ; ils se sont installés sur les pourtours nord de la Strandja. Le village étant situé loin des grands axes de circulation, les habitants ont conservé, jusqu'à la fin des années 1930, un parler, des costumes et des traditions propres.
En 1930 fut construite la chaussée asphaltée entre Bourgas et Sozopol. Ceci supprima la boue qui était très fréquente dans le village pendant la période hivernale ; les habitants n'eurent donc plus besoin d'utiliser des échasses pour circuler dans le village.
Dans le cadre de la politique de déchristianisation, le nom du village fut changé, en 1951, de Sveti Nikola en Tchernomorec.

## Économie
L'économie de la localité repose, en grande partie, sur le tourisme estival. Mis à part les activités balnéaires et maritimes, il existe plusieurs centres d'intérêt touristique :
- l’église Sveti Nikola, bâtie en 1849 au bord de la mer ;
- les ruines de la forteresse du cap Akra, à 2 km au nord-ouest de la ville ;
- les ruines de la forteresse Talaskara, sur la presqu'île Tchérvénka, à 2 km au sud-est de la ville ;
- la presqu'île Tchérvénka remarquable pour ses formations rocheuses et les espèces vivantes rares ;
- les restes du village préhistorique dans le camping "Gradina".

## Galerie

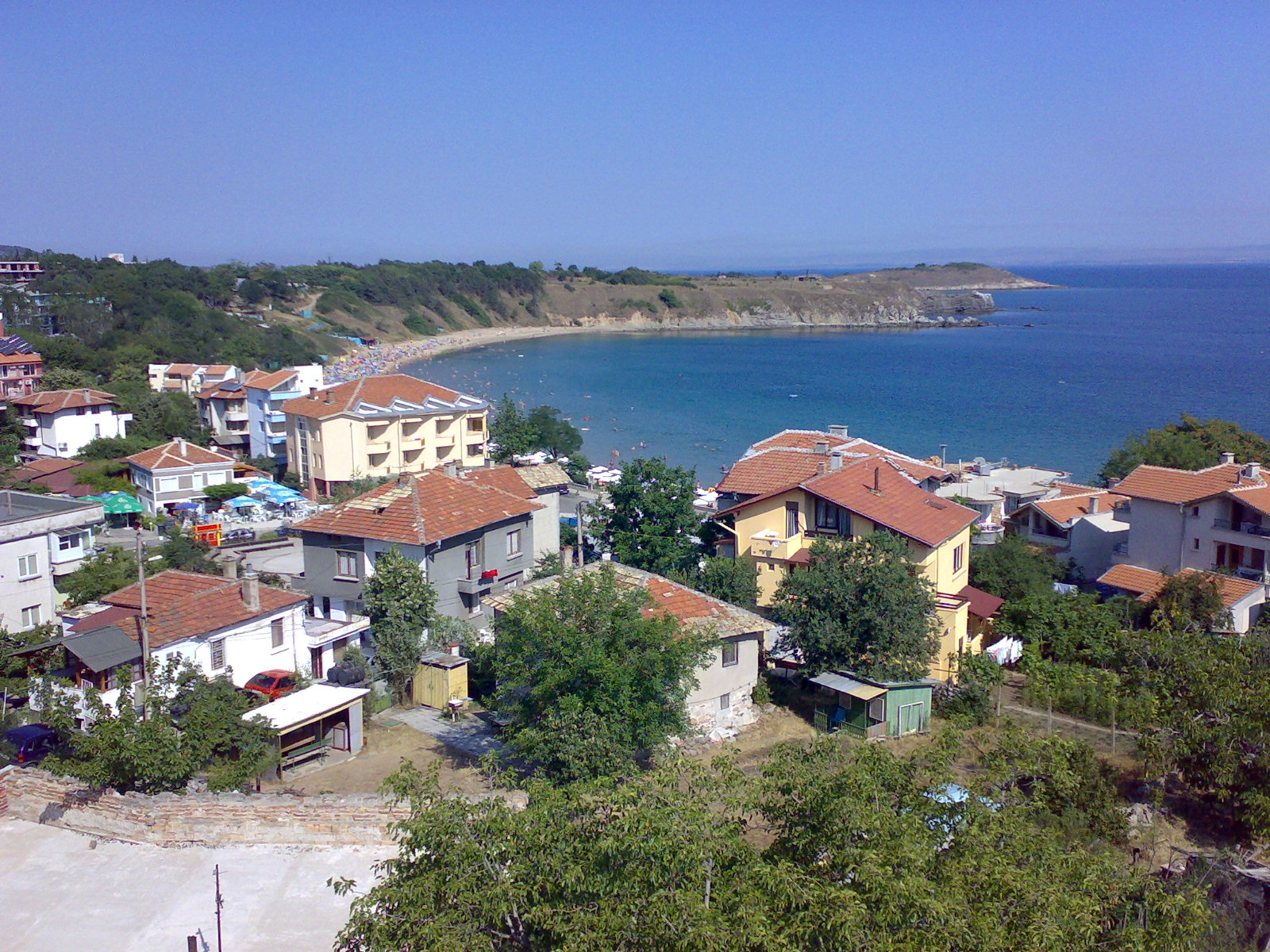
Les plages à Tchernomorets
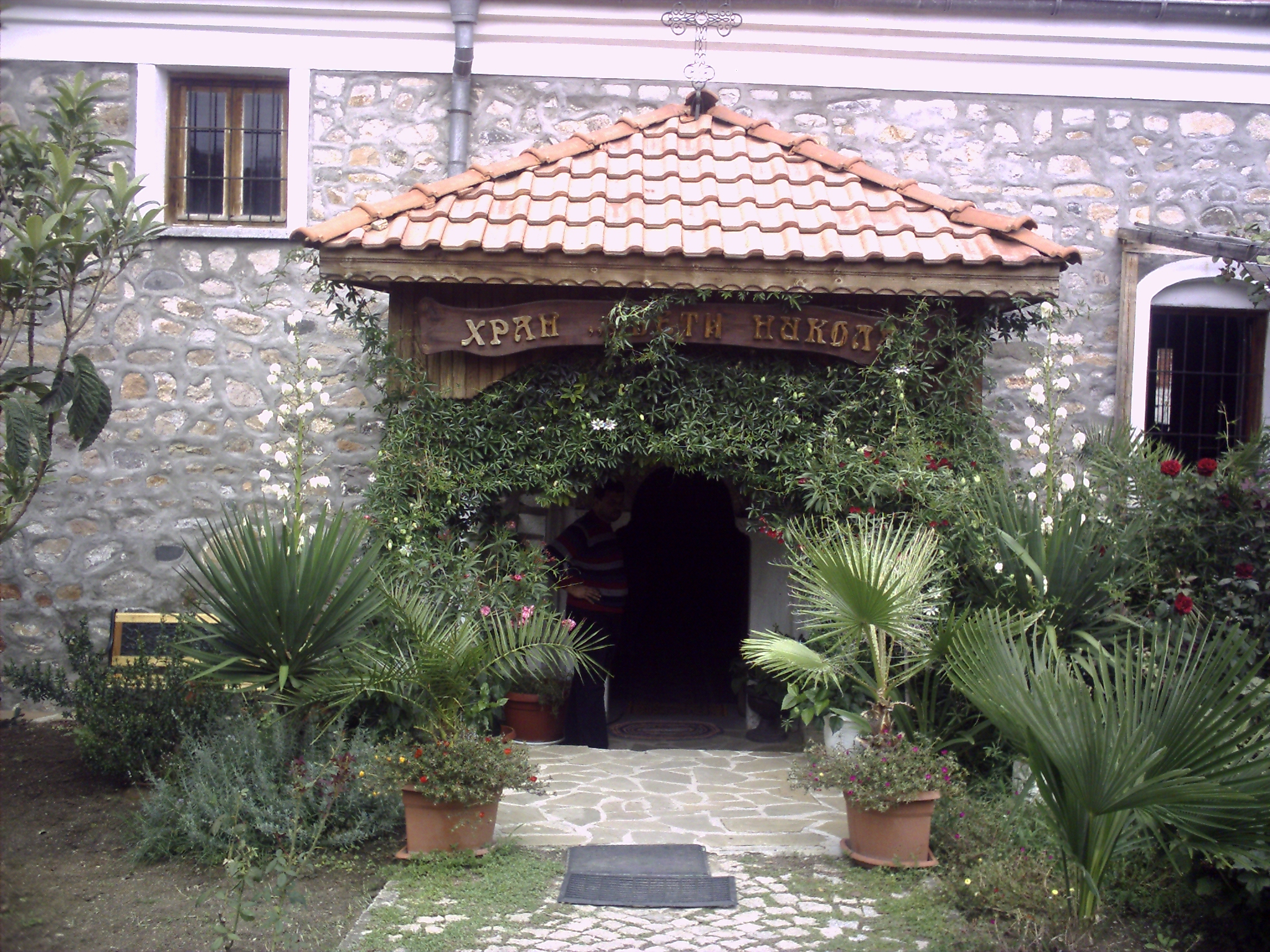
L'église Sveti Nikola (Saint-Nicolas)